# اللجنة المنظمة لألعاب ريو 2016 الأولمبية والبارالمبية
قالب:الألعاب البارالمبية الصيفية 2016
اللجنة المنظمة لألعاب ريو 2016 الأولمبية والبارالمبية ((بالبرتغالية: Comitê Organizador dos Jogos Olímpicos e Paralímpicos Rio 2016)) كانت اللجنة المنظمة لـالألعاب الأولمبية الصيفية 2016 والألعاب البارالمبية في البرازيل. عرفت أيضًا باسم اللجنة المنظمة لريو 2016 ((بالبرتغالية: Comitê Organizador Rio 2016)) أو ببساطة ريو 2016.

## أعضاء مجلس الإدارة
كان أعضاء مجلس الإدارة:
- كارلوس آرثر نوزمان - الرئيس[2][5]
- ماركو أوريليو كوستا فييرا[6][7]
- ليوناردو غرينر[8]
- أندرو بارسونز[9]
- إدسون مينيزيس[10]
- برنارد رايزمان[11]

## وصلات خارجية
- الموقع الرسمي
 قالب:أرشيف الويب بالpt